# Klasztor franciszkanów-reformatów i kościół Stygmatów św. Franciszka w Wieliczce
Klasztor franciszkanów-reformatów i kościół Stygmatów św. Franciszka – rzymskokatolicki kościół parafialny i konwentualny franciszkanów-reformatów, znajdujący się w północno-zachodniej części Wieliczki przy ul. Brata Alojzego Kosiby 31. 

## Opis
Kościół został wybudowany w stylu barokowym w latach 1624–1626. Była to pierwsza murowana świątynia małopolskiej prowincji reformatów powstała z fundacji króla Zygmunta III Wazy, w celu obrony przed innowiercami, głównie arianami. 
Piętnaście lat później dobudowano klasztor wraz z dziedzińcem. W 1928 roku wzniesiono gmach nowicjatu, w którym obecnie mieści się Prywatne Liceum Ogólnokształcące pw. św. Antoniego z Padwy i bł. Krystyna Gondka. 
Na szczególną uwagę zasługuje obraz Matki Bożej Łaskawej, który pochodzi z XVII wieku. W 1995 obraz został ukoronowany papieską koroną.

## Galeria

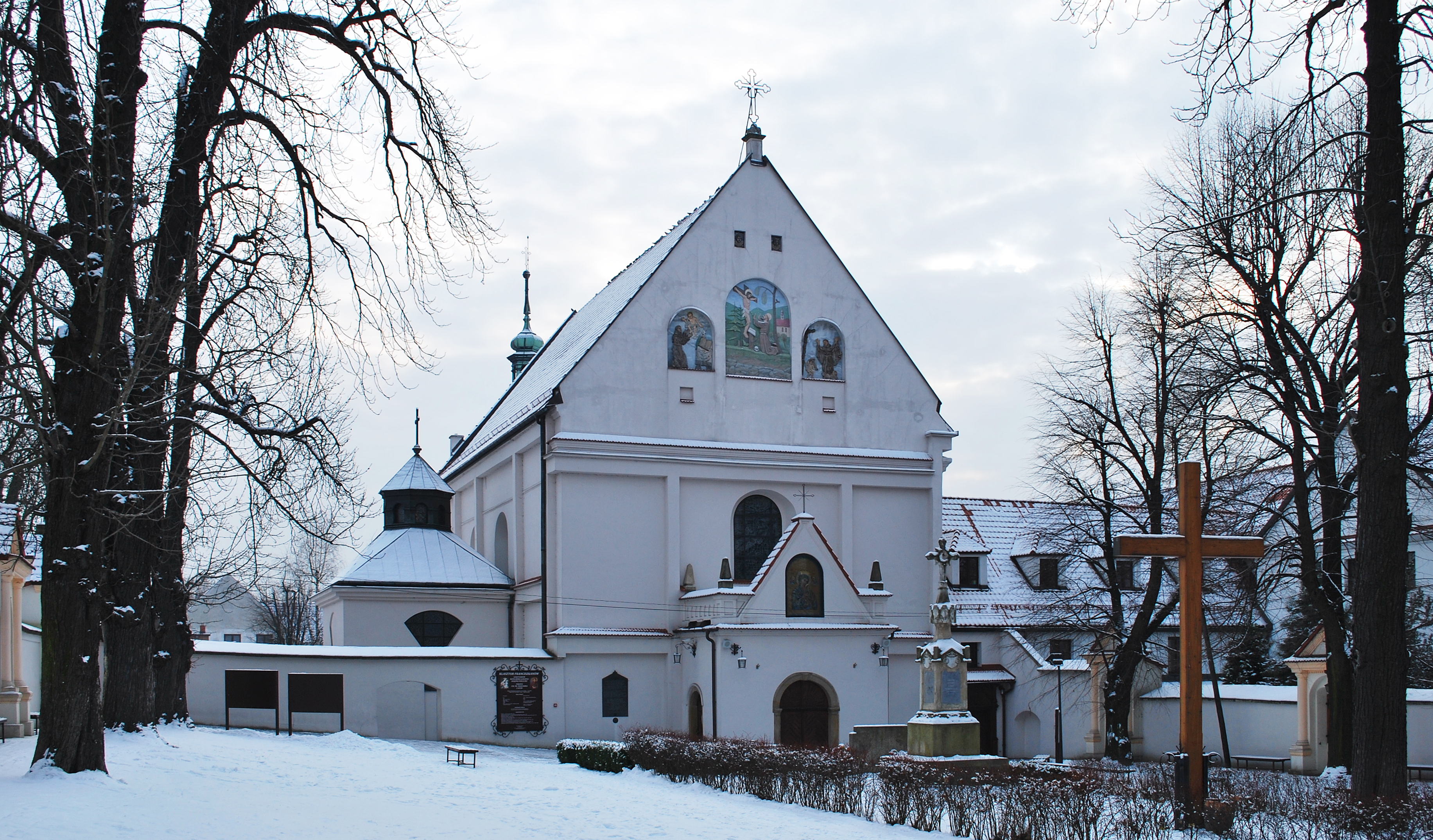
Kościół
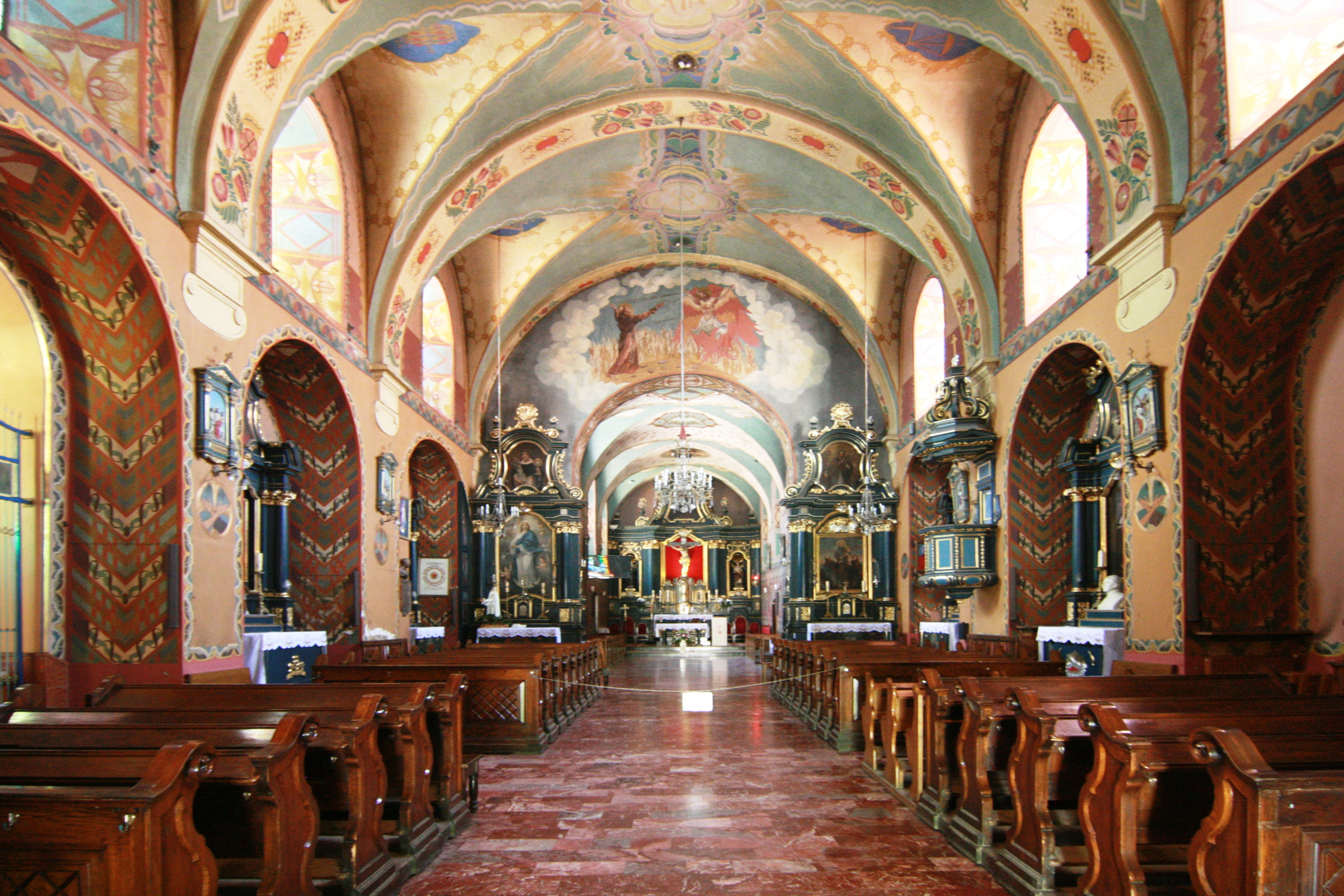
Wnętrze kościoła
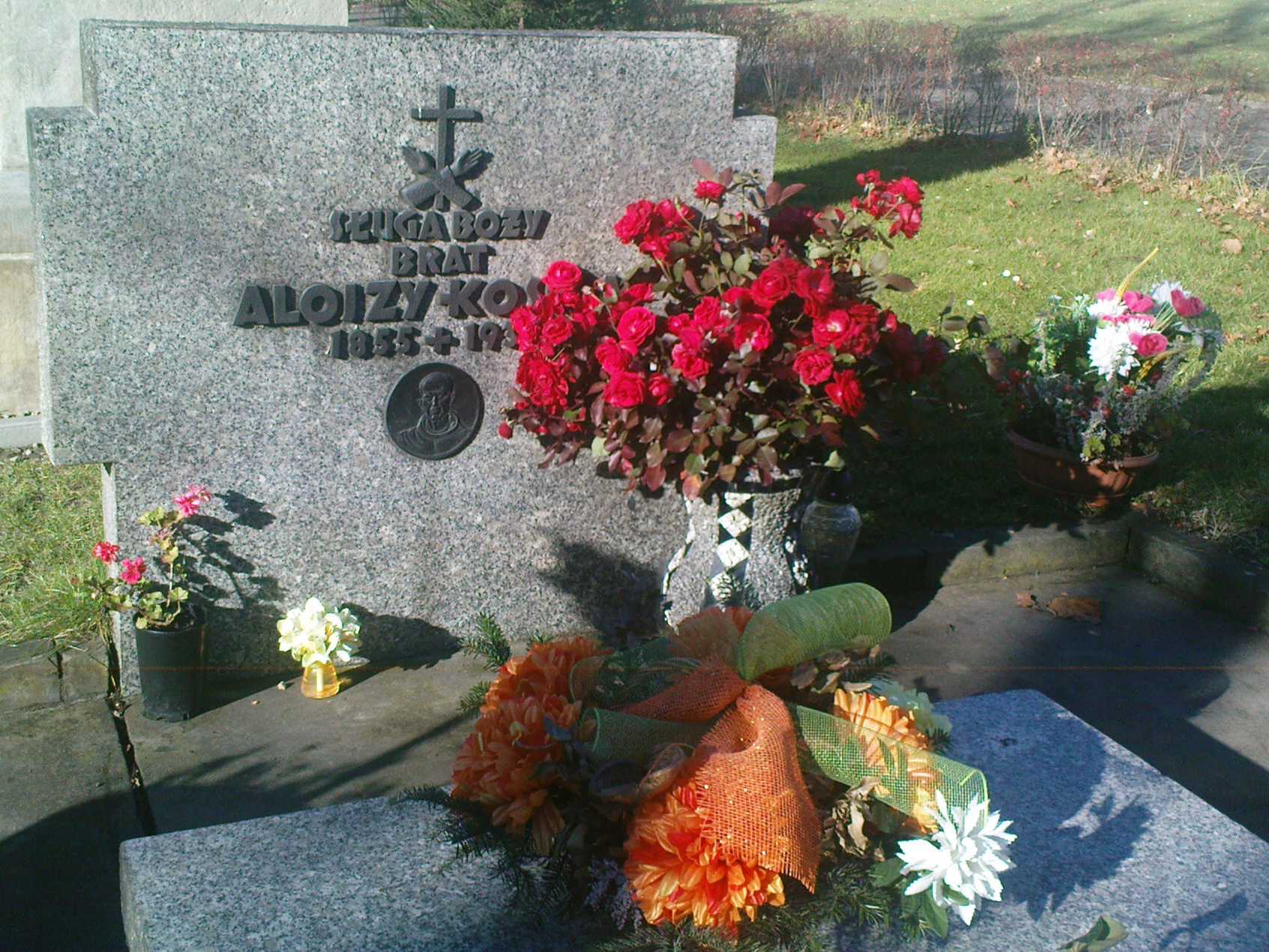
Grób Sługi Bożego Alojzego Kosiby na dziedzińcu przed kościołem
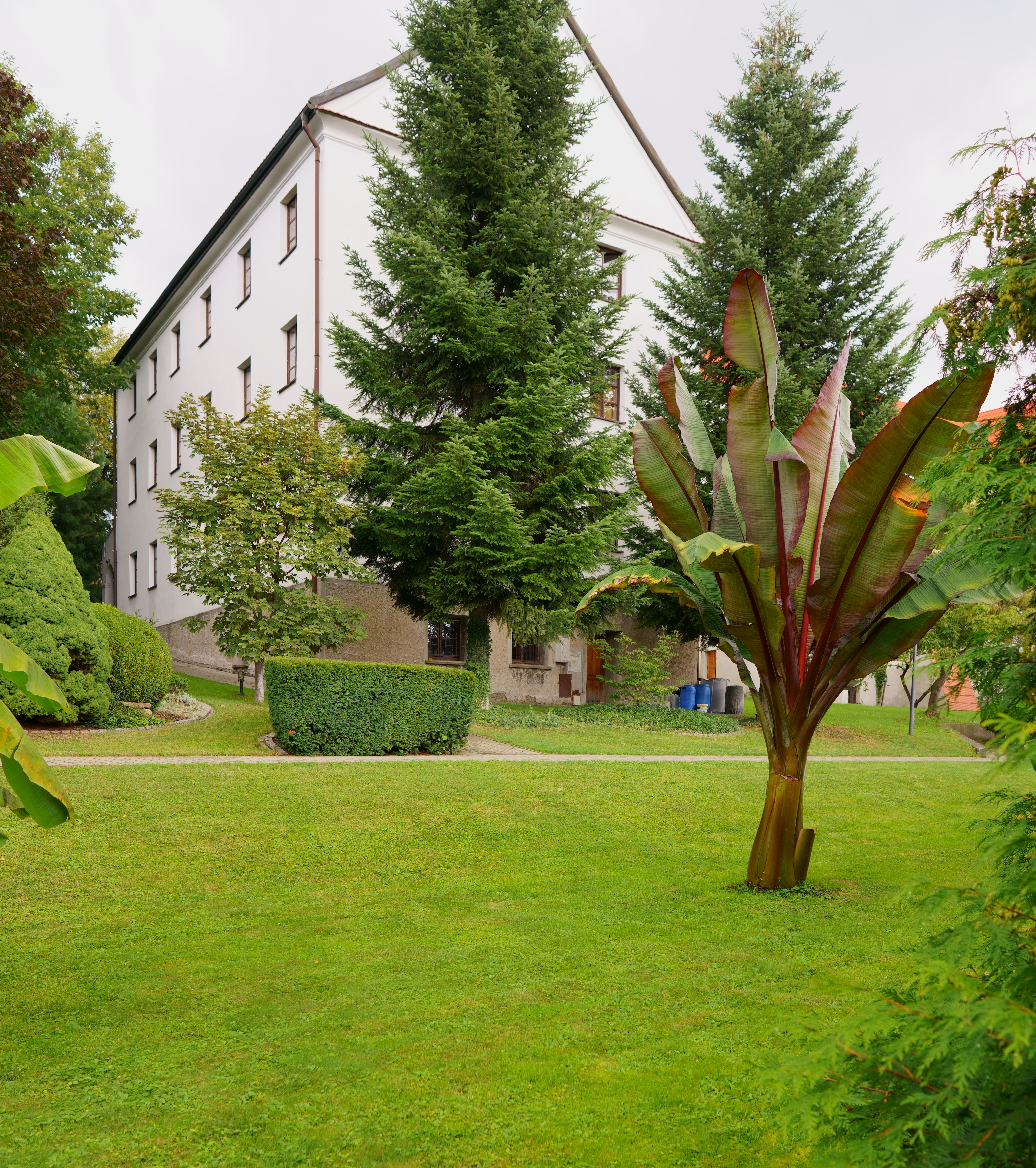
Ogród klasztorny